# 1-й полк Червонного казачества
1-й полк Черво́нного Каза́чества (укр. 1-й курінь Червоного Козацтва, 1-й пЧк) — пехотная, позднее кавалерийская, воинская часть в составе Вооружённых Сил, Красной Армии Народной, Казацкой и одновременно  Советской Украины, позднее в составе объединённых Вооружённых Сил Республик Союза, Общесоюзной Красной Армии (РККА).

## История создания
11−12 (24-25) декабря 1917 года в Харькове состоялся Первый Всеукраинский съезд Советов, провозгласивший Украинскую Народную Республику Советов рабочих, крестьянских, солдатских и казачьих депутатов (УНРС) (в противовес Украинской Народной Республике, провозглашённой Центральной радой в Киеве).
17 (30) декабря 1917 был сформирован Временный Центральный Исполнительный Комитет Советов Украины и его исполнительный орган (правительство) — Народный секретариат. В составе Народного секретариата УНРС был создан Народный секретариат по военным делам, который возглавил В. М. Шахрай, его помощник — Ю. М. Коцюбинский.
18 (31) декабря 1917 решением ЦИК Советов УНРС был образован краевой Военно-революционный комитет для борьбы с контрреволюцией.
В то же время в городе продолжали работать органы киевской Центральной рады, здесь были дислоцированы её воинские части.
Постановлением Народного секретариата от 25 декабря 1917 (7 января 1918) на краевой Военно-революционный комитет была возложена организация Красной гвардии в общеукраинском масштабе. Одновременно было принято решение о формировании частей Червонного казачества.
По решению Народного секретариата в ночь с 27 декабря 1917 (9 января 1918) на 28 декабря 1917 (10 января 1918) в Харькове отряд красногвардейцев и советских войск под командованием В. М. Примакова окружил и разоружил 2-й Украинский запасной полк УНР (командир полка Е. И. Волох), офицеры и часть солдат которого враждебно относились к советской власти. Революционно настроенные солдаты 9-й и 11-й рот полка перешли на сторону большевиков. План операции разрабатывали Войцеховский и Шаров. В операции принимали участие И. Ю. Кулик и сам В. М. Примаков.
28 декабря 1917 (10 января 1918) утром началось создание 1-го полка (куреня) Червонного казачества под командованием Примакова, в который вошли харьковские красногвардейцы, революционные солдаты бывшей Русской армии из отряда Примакова и революционные солдаты 2-го Украинского полка УНР, перешедшие на сторону большевиков.

## Боевой путь
4 (17) января 1918 1-й курень атамана В. М. Примакова в составе группы войск П. В. Егорова из Харькова выступил в направлении Полтавы.
4 (17) января 1918 червонные казаки получили боевое крещение в боях за Полтаву. После взятия города в составе полка был сформирован кавалерийский дивизион, с которым Примаков ушёл на Киев.
В Киеве состав полка пополнился добровольцами разных национальностей, вследствие чего 1 марта на собрании полка было принято решение переименовать его в 1-й рабоче-крестьянский социалистический полк Красной Армии. Это, однако, не входило в планы советского руководства, поэтому была предпринята попытка очистить полк от неукраинцев и начать формирование частей Червонного казачества — Вооружённых Сил Советской Украины по всей Украине.
После взятия Киева полк вёл бои на Правобережной Украине, на Волыни.
Тем временем 27 января (9 февраля) 1918 делегация Центральной рады заключила сепаратный мирный договор с блоком Центральных держав, согласно которому ими признавался суверенитет УНР. Центральной радой было подписано соглашение, обусловившее вступление на территорию Украины немецких и австро-венгерских войск. В свою очередь, Советская Россия также подписала Брестский мирный договор, по которому обязалась признать независимость Украины (УНР), прекратить боевые действия и вывести с её территории свои войска. Немногочисленные отряды Червонного казачества и рабочей Красной гвардии, подчинявшиеся советскому правительству Украины, были неспособны самостоятельно сдержать германо-австрийское наступление и были выведены на территорию РСФСР. Здесь полк участвовал в боях с повстанцами под Новочеркасском.
В конце апреля — начале мая 1918 года, в обстановке продолжающегося наступления экспедиционного корпуса германских войск и разрастающегося антисоветского казацкого восстания на территории Области Войска Донского, полк обеспечивал эвакуацию ценного имущества Донской Советской Республики из Ростова-на-Дону на север, в Центральную Россию.
В конце апреля В. Примаков получил приказ сопровождать правительство Советской Украины — Народный секретариат, переезжавшее из Таганрога в Москву. Отряд киевских пролетариев А. В. Багинского был включён в группу сопровождения правительства. Правительственный эшелон должен был проходить через Сальские степи, где могли быть встречи с противником и с разными бандами.
Ввиду того, что договор РСФСР с Германией от 4.05.1918 года предусматривал разоружение и интернирование украинских частей, переходивших границу РСФСР, было решено переименовать 1-й полк Червонного казачества в 1-й Днепровский отряд Российской Советской Федеративной Социалистической Республики. В мае отряд выполнил ответственное задание.
В июне-августе отряд пребывал в городе Почеп (в тот период, Черниговская губерния). Здесь он пополнился личным составом, прошёл обучение и пополнил вооружение.
10 августа отряд перешёл из Почепа под Новгород-Северский, в так называемую нейтральную зону между Советской Россией и оккупированной территорией Украины, и разместился на правом берегу реки Десна, с основной базой в селе Хильчицы. Здесь он провёл около двух месяцев, после чего перебазировался в Мирополье.
22 сентября был подписан приказ № 6 Всеукраинского центрального военно-революционного комитета о сформировании в нейтральной зоне 1-й и 2-й Украинских повстанческих дивизий по четыре куреня (полка) в каждой. В 1-й Украинской повстанческой дивизии три куреня были пехотными, а четвёртым стал 1-й конный курень Червонного казачества.
На тот момент в отряде В. Примакова имелись одна конная и одна пешая сотни Червонного казачества, а также другие небольшие повстанческие формирования: пулемётная команда, артиллерийская батарея (две трёхдюймовые пушки), подразделение самокатчиков (100 машин-велосипедов). В период формирования повстанческих частей было принято решение о переводе пешей сотни в состав 1-го Повстанческого (Богунского) полка. К 1-й конной сотне присоединились мелкие кавалерийские формирования, и на её базе был организован 1-й конный полк Червонного казачества 1-й Повстанческой дивизии. В 1-й и 2-й сотнях этого полка преимущественно служили вчерашние партизаны, в 3-й — интернационалисты — перебежчики и бывшие военнопленные из германской и австро-венгерской армий, в 4-й — курды (также бывшие военнопленные из турецкой армии).
В ноябре 1918 года 1-й конный полк Червонного казачества был переведён в состав 2-й Повстанческой дивизии (впоследствии 2-й Украинской советской дивизии), входившей в состав Украинской советской армии.
С середины декабря 1-й конный полк Червонного казачества активно участвовал в боях с Действующей армией УНР 1918 года.
На протяжении весны 1919 года полк был значительно пополнен украинскими добровольцами, а также русскими мобилизованными из Московского военного округа и интернационалистами (преимущественно венграми). Летом в состав полка влились остатки целого ряда кавалерийских частей, действовавших ранее на Украинском фронте.
18 июля (возможно, 12 августа) 1-й конный полк Червонного казачества развёрнут в 1-ю конную бригаду Червонного казачества двухполкового состава, которая в сентябре вошла в состав вновь сформированной конной дивизии (с декабря 1919 — 8-я конная дивизия Червонного казачества).

## Полное название
1-й курінь Червоного козацтва (с 28 декабря 1917 (10 января 1918))
1-й полк Червонного казачества

## Командование
Атаман, Командир полка:
Примаков, Виталий Маркович (28.12.1917-18.07.1919)
Помощник атамана:
Туровский, Семён Абрамович (июль 1918 — 18.07.1919)
Начальник артиллерийской батареи Михаил Осипович Зюк (с июля 1918)
Сотник Ярослав Тинченко (август 1918)

## Состав
На 2 января (15 января по новому стилю) 1918:
- командование: атаман
- 1-я пешая сотня
- 2-я пешая сотня

На 7 (20).01. 1918:
- командование: атаман
- 1-я пешая сотня
- 2-я пешая сотня
- кавалерийский дивизион

На 31.08.1918:
- командование: атаман
- 1-я конная сотня
- 2-я конная сотня
- 3-я конная сотня (из ингушского кавалерийского полка Императорской Русской армии)
- 4-я конная сотня (эскадрон из австрийских и венгерских военнослужащих-перебежчиков) — сотник Ярослав Тинченко.
- пулемётная команда,
- артиллерийская батарея (две трёхдюймовые пушки) — начальник батареи М. О. Зюк,
- подразделение самокатчиков (100 машин-велосипедов).